# أليس زورن
أليس زورن (بالإنجليزية: Alice Zorn)‏ (29 سبتمبر 1956، هاميلتون في كندا)؛ كاتِبة وروائية كندية.